# サンダーソニア
サンダーソニア属（サンダーソニアぞく、学名: Sandersonia）は、イヌサフラン科（ユリ科に分類することもある）の多年生植物。南アフリカ共和国東部の旧ナタール共和国などの高地(600～2000m)が原産地であり、1851年にジョン・サンダーソンが発見したことにより命名された。現在は農地開発や乱獲により、保護区を除いては、野生で観察するのは難しい。現在はニュージーランドなどで盛んに生産され、生け花やフラワーアレンジメントなどで利用されるため主要消費国の中でも日本の存在感は大きい。
属内にはオーランチアカ（学名: S. aurantiaca）一種しか存在しない。

## 特徴
塊茎（切花生産球は通常二又状）によって越冬する多年生植物であるが、発芽率の低い種子も生産する。二又状塊茎の場合、中央の球状部分から発芽するわけではなく、腕の末端にある頂端分裂組織から発芽する。多くの場合二又の片側からしか発芽しないため、農業生産では二又状塊茎を分球し、二つの塊茎として定植する。
鮮やかな橙色や黄色のちょうちん型の特徴的な花をつける。
別名Christmas bells、提灯のような花の形から「チャイニーズランタン」、 和名で「提灯百合(チョウチンユリ)」と言われている。

## 利用
花卉として生産され、年間を通じて流通している。
日本国内の品種は薄黄色の「ルティー」(以前は「ザ フェニックス」と呼ばれていた)のみであり、橙色の花に品種は存在しない。